# Брандідж
Брандідж (англ. Brundidge) — місто (англ. city) в США, в окрузі Пайк штату Алабама. Населення — 2073 особи (2020).

## Географія
Брандідж розташований за координатами 31°43′4″ пн. ш. 85°49′3″ зх. д. / 31.71778° пн. ш. 85.81750° зх. д. (31.717639, -85.817550).  За даними Бюро перепису населення США в 2010 році місто мало площу 25,32 км², з яких 25,24 км² — суходіл та 0,08 км² — водойми.

## Демографія

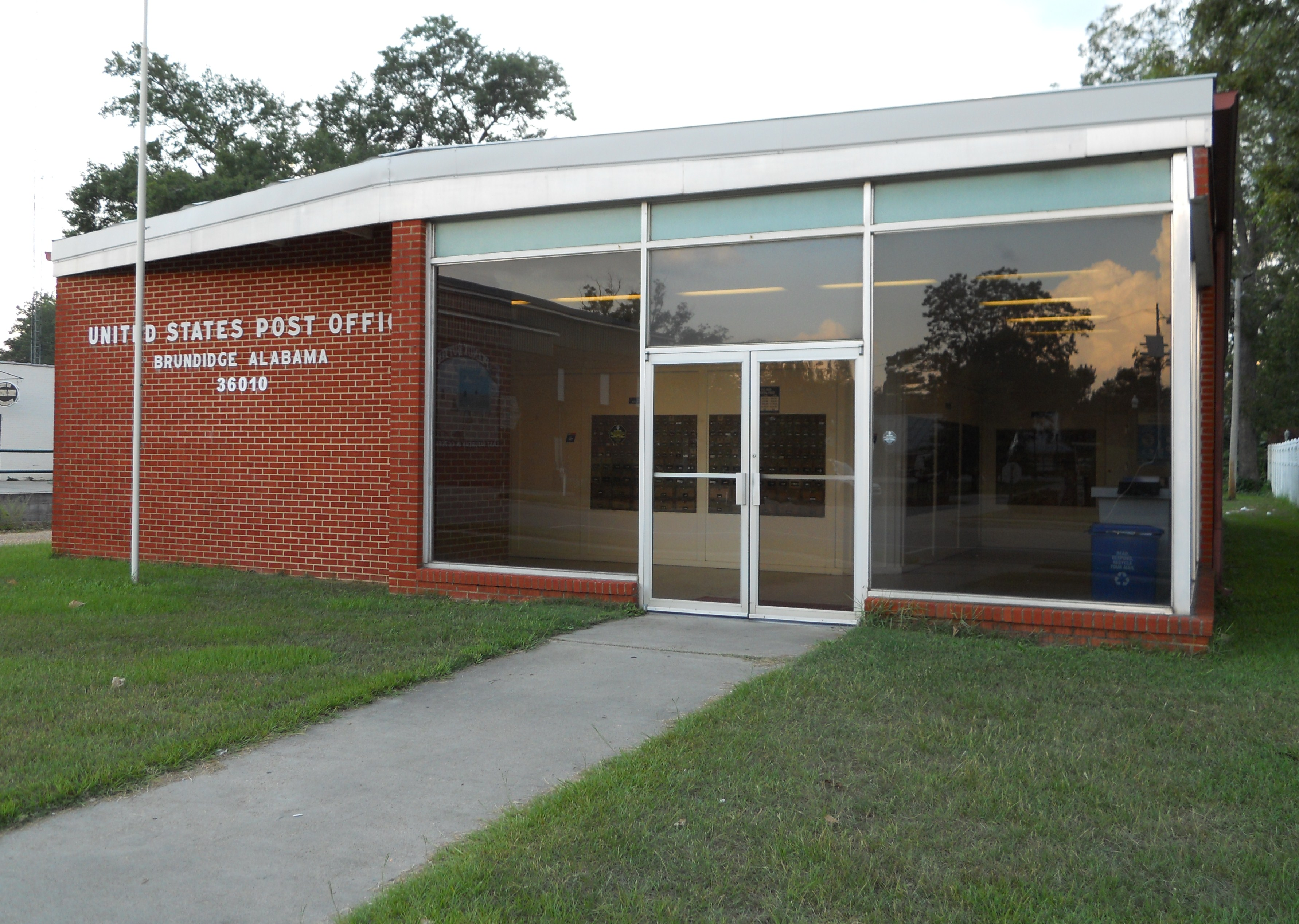
Поштове відділення

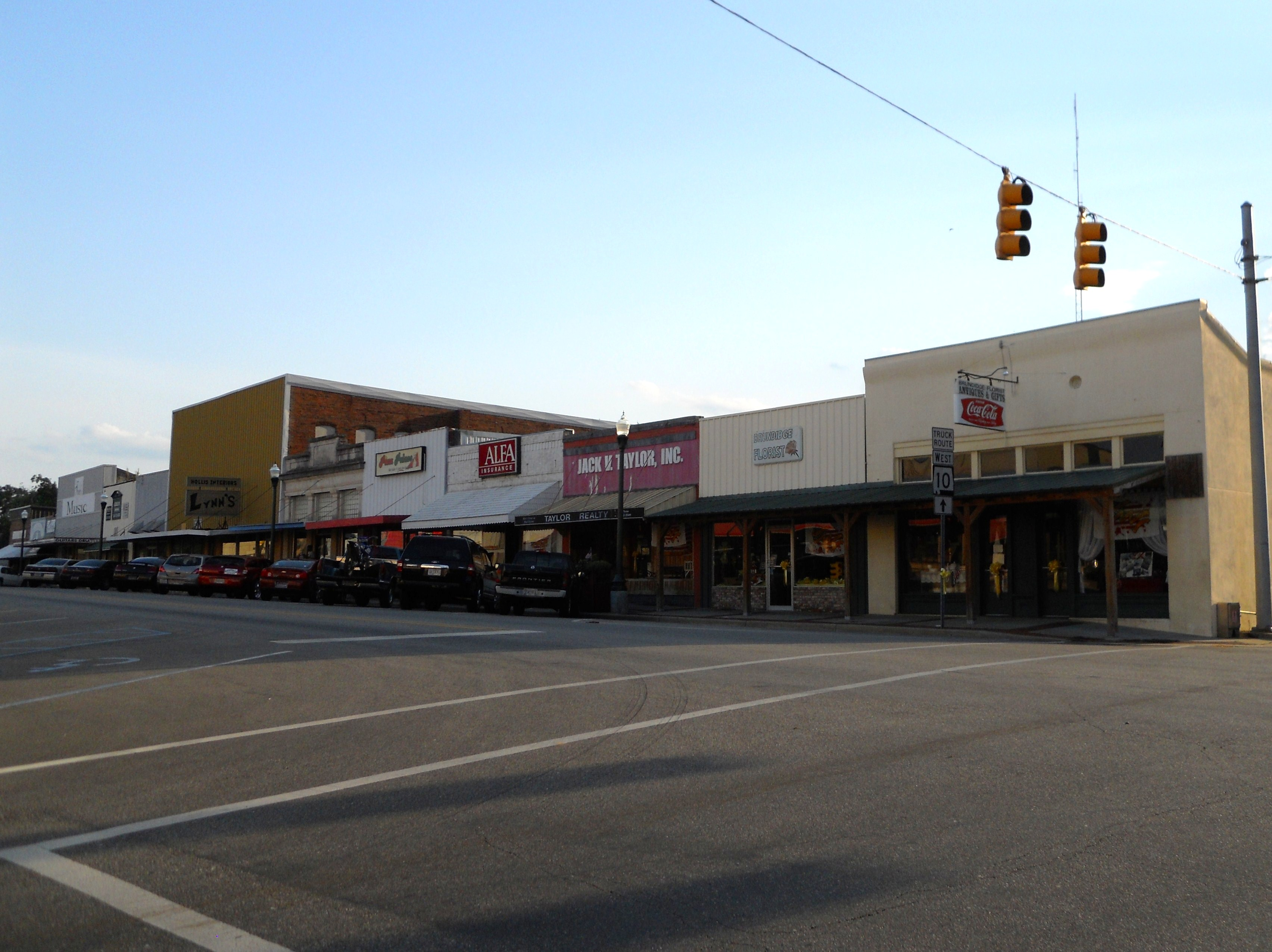
Центр Брандиджа

Згідно з переписом 2010 року, у місті мешкало 2076 осіб у 940 домогосподарствах у складі 559 родин. Густота населення становила 82 особи/км².  Було 1086 помешкань (43/км²).
Расовий склад населення:
| - 62,9 % — чорних або афроамериканців - 34,1 % — білих - 0,6 % — азіатів - 0,5 % — корінних американців |

До двох чи більше рас належало 1,3 %. Частка іспаномовних становила 3,0 % від усіх жителів.
За віковим діапазоном населення розподілялося таким чином: 19,7 % — особи молодші 18 років, 59,3 % — особи у віці 18—64 років, 21,0 % — особи у віці 65 років та старші. Медіана віку мешканця становила 46,1 року. На 100 осіб жіночої статі у місті припадало 85,5 чоловіків;  на 100 жінок у віці від 18 років та старших — 80,9 чоловіків також старших 18 років.
Середній дохід на одне домашнє господарство  становив 38 027 доларів США (медіана — 23 819), а середній дохід на одну сім'ю — 44 762 долари (медіана — 33 672). Медіана доходів становила 30 648 доларів для чоловіків та 19 614 долари для жінок. За межею бідності перебувало 32,4 % осіб, у тому числі 54,5 % дітей у віці до 18 років та 26,2 % осіб у віці 65 років та старших.
Цивільне працевлаштоване населення становило 717 осіб. Основні галузі зайнятості: освіта, охорона здоров'я та соціальна допомога — 20,6 %, виробництво — 18,0 %, роздрібна торгівля — 15,9 %.